# Araneus sernai
Araneus sernai är en spindelart som beskrevs av Levi 1991. Araneus sernai ingår i släktet Araneus och familjen hjulspindlar.
Artens utbredningsområde är Colombia. Inga underarter finns listade i Catalogue of Life.